# Titularbistum Tatilti
Tatilti war eine antike Stadt in der römischen Provinz Mauretania Caesariensis im heutigen nördlichen Algerien.
Tatilti ist ein ehemaliges Bistum der römisch-katholischen Kirche und heute ein Titularbistum. 
| Titularbischöfe von Tatilti |                                |                                                              |                   |                  |
| Nr.                         | Name                           | Amt                                                          | von               | bis              |
| 1                           | Jesus Varela                   | Weihbischof in Zamboanga (Philippinen)                       | 28. März 1967     | 17. Februar 1971 |
| 2                           | Giovanni Décimo Pellegrini OFM | Apostolischer Vikar von Cuevo (Bolivien)                     | 18. Dezember 1972 | 31. Oktober 1992 |
| 3                           | Adalberto Martínez Flores      | Weihbischof in Asunción (Paraguay)                           | 14. August 1997   | 18. Mai 2000     |
| 4                           | Eulises González Sánchez       | Apostolischer Vikar von San Andrés y Providencia (Kolumbien) | 5. Dezember 2000  |                  |